# Hybalus reflexus
Hybalus reflexus är en skalbaggsart som beskrevs av Rudolph Petrovitz 1964. Hybalus reflexus ingår i släktet Hybalus och familjen Orphnidae. Inga underarter finns listade i Catalogue of Life.